# Кармјански рејон
Кармјански рејон (блр. Кармянскі раён; рус. Кормянский район) административна је јединица другог нивоа на североистоку Гомељске области у Републици Белорусији. 
Административни центар рејона је варошица Карма.

## Географија
Кармјански рејон обухвата територију површине 949,15 км² и на 21. је месту по површини у Гомељској области (територијално најмањи рејон). На северу граничи са Славгарадским и Краснапољским рејонима Могиљовске области, а на западу и југу су Чачерски и Рагачовски рејони Гомељске области.
Најважнији водотоци у рејону је река Сож са притокама Кармјанком и Добричем. Широм рејона саграђено је 12 мањих вештачких језера. 
Око 37% површине рејона је под шумама.

## Историја
Рејон је првобитно основан 17. јула 1924. и до јула 1930. налазио се у саставу Могиљовског округа. Године 1938. постаје део Гомељске области. Расформиран је 1962. године а његова територија прво је присаједињена Рагачевском, а потом и Чачерском рејону. Поново је успостављен као самостална административна јединица 30. јула 1966. године.

## Демографија
Према резултатима пописа из 2009. на том подручју стално је било насељено 15.456 становника или у просеку 16,33 ст/км².
Основу популације чине Белоруси (95,29%), Руси (3,08%) и остали (1,63%).
Административно рејон је подељен на подручје варошице Карма, која је уједно и административни центар рејона, и на још 8 сеоских општина. На целој територији рејона постоји укупно 76 насељених места. 
Пре нуклеарне хаварије у Чернобиљу 1986. рејон је имао 104 насељена места и готово 30.000 становника.

## Саобраћај
Најважнији саобраћајни правци који пролазе преко овог рејона су магистрални друмови Чачерск—Карма —Журавичи и Карма—Довск—Рагачов. 